# Abu al-Fadl Hasdai
Pour les articles homonymes, voir Fadl.
Abu al-Fadl Hasdaï (hébreu : חסדאי בן יוסף Hasday ben Yossef ; arabe : أبوالفضل  حصداي ابن يوسف ابن حصداي ʾAbūu al-Faḍl Ḥaṣdāī ibn Yūṣuf ibn Ḥaṣdāī) est un homme politique andalou du XIe siècle (Saragosse, c. 1050 – le Caire ?, après 1093), vizir à la cour des émirs houdides de Saragosse.

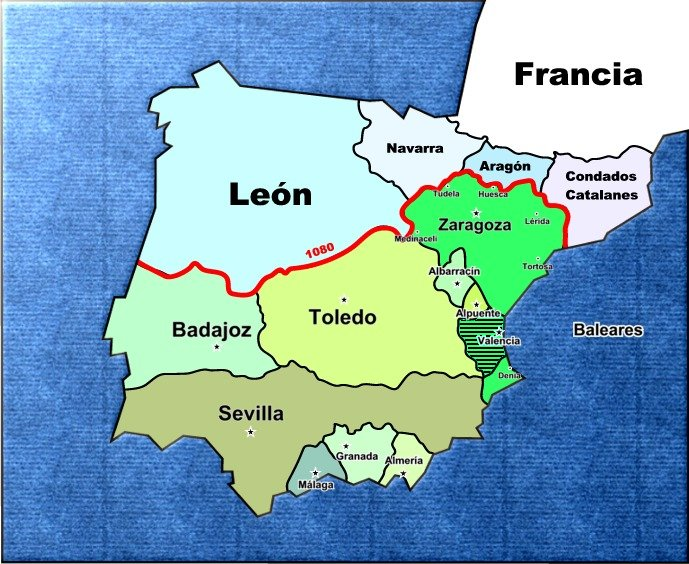
Expansion maximale de la taïfa de Saragosse sous Al-Muqtadir (1076).

## Éléments biographiques

### Jeunes années
Hasdaï ben Joseph est le petit-fils de Hasdaï ibn Shaprut, médecin du calife Abd al-Rahman III de Cordoue, remplissant officieusement les fonctions de vizir auprès de celui-ci et promoteur de l'âge d'or de la culture juive dans la péninsule Ibérique. Il grandit dans le climat de la Conviviencia d'al-Andalus, étudiant auprès du philosophe al-Qarmani, fréquentant aussi bien le philosophe juif Bahya ibn Paquda que son collègue musulman Ibn Buklaris. Il acquiert très jeune une bonne maîtrise de la poésie, l’arithmétique, la géométrie, l'astronomie, la physique, la musique, la politique, la philosophie et la médecine. L'émir houdide de Saragosse, Ahmad Ier al-Muqtadir lui confie l'éducation son fils et son successeur Youssef le futur Yusuf al-Mu`taman et, en 1070, il succède au vizir Ali Youssef, à la mort de celui-ci.

### Carrière politique
Comme homme politique et chef de la communauté juive, il promeut les sciences et les arts et a été en grande partie responsable de l'essor politique et intellectuel du Taïfa de Saragosse, à l'instar de son coreligionnaire, Samuel ibn Nagrela, qui dirige les destinés de la Taïfa (royaume) de Grenade. 
Abu al-Fadl se montre habile homme politique face aux voisins de Saragosse, tant les royaumes chrétiens de Castille, de Navarre, d'Aragon, et le Comté de Barcelone, que les Taïfas musulmans de Tolède, Valence et Lérida ainsi que, plus tard, face aux Almoravides. 
Il parvient à construire le second royaume le plus puissant d’Al-Andalus après celui de Séville, aussi bien sous le règne d’Al-Muqtadir que sous celui de ses fils et petit-fils, Yusuf al-Mu`taman et Ahmad II al-Musta`in. La Taïfa de Saragosse parvient à maintenir une indépendance relative, surtout face aux Almoravides du Maroc, en payant de grands tributs aux rois de Castille, en achetant les services du Cid, et en contractant une alliance avec la taïfa abbadide de Séville.

### Conversion et fin de vie
Abu al-Fadl, qui connaît aussi bien la Bible que le Coran, choisit de se convertir à l'islam et se marie avec la demi-sœur d'Ahmad II al-Musta`in, obtenant finalement le poste de grand vizir. Il semble qu’il ait également eu l’ambition d’obtenir le poste de grand juge (Qadi al-qodat). 
Les représentants de la communauté juive parlent alors de trahison et les vizirs musulmans rivaux, d'arrivisme. Œuvrant ensemble, ils parviennent à faire tomber Abu al-Fadl en disgrâce, et Ahmad II al-Musta`in se résout finalement à l’envoyer en 1093 comme ambassadeur à la cour du calife fatimide au Caire. 
Selon certaines sources, Abu al-Fadl serait parti après en pèlerinage à la Mecque, et aurait disparu sans laisser de traces.